# 525. п. н. е.

## Рођења
- Есхил